# Marcus Garrett
Marcus Garrett (ur. 9 listopada 1998 w Dallas) – amerykański koszykarz, występujący na pozycji rozgrywającego.
W 2017 został wybrany najlepszym koszykarzem szkół średnich stanu Teksas (Texas Gatorade Player of the Year).
16 stycznia został zwolniony przez Miami Heat.

## Osiągnięcia
Stan na 18 stycznia 2021, na podstawie, o ile nie zaznaczono inaczej.
NCAA
- Uczestnik:
  - NCAA Final Four (2018)
  - II rundy turnieju NCAA (2018, 2019, 2021)
- Mistrz
  - turnieju konferencji Big 12 (2018)
  - sezonu regularnego Big 12 (2018, 2020)
- Obrońca roku:
  - NCAA im. Naismitha (2020)
  - Big 12 (2020)[5]
- Zaliczony do:
  - I składu defensywnego Big 12 (2019–2021)
  - II składu Big 12 (2021)
  - III składu Big 12 (2020)
- Najlepszy nowo przybyły zawodnik Big 12 (27.11.2017)
- Lider Big 12 w:
  - średniej asyst (4,6 – 2020)
  - liczbie asyst (144 – 2020)